# Eisenbühl
Eisenbühl ist ein Gemeindeteil der Gemeinde Berg im Landkreis Hof (Oberfranken, Bayern).

## Lage
Das Dorf Eisenbühl liegt in kupierter Mittelgebirgslage des nordöstlichen Frankenwalds; die Kreisstraße HO 8 führt als Frankenwaldstraße durch das Dorf. Der Hausberg Gupfen, an dessen Südwestabdachung Eisenbühl liegt, hat eine Höhe von 612 m ü. NHN. Südlich fließt der Zottelbach und mündet bei Pottiga in die Saale. Östlich des Gupfens tangiert die Bundesautobahn 9 den Mittelgebirgsraum.

## Geschichte

### Ortsalter
Ob eine Gründungsurkunde von Eisenbühl existiert, bleibt im Unklaren, da die Ortschronik seit Ende des Zweiten Weltkriegs als verschollen gilt. Paul Daniel Longolius vermutete 1758, dass der Ort „gar nicht so jung“ sei, da bereits im Jahre 1502 acht Einwohner gezählt worden seien.

### Bergbau
Noch weit ins 19. Jahrhundert hinein wurde am Gupfen in mehreren Gruben Eisenerz abgebaut; woher sich der Ortsname ableitet (die Endung -bühl bedeutet Hügel, Anhöhe).
Bis 1953 wurde auf dem Gebiet der damals selbstständigen Gemeinde Eisenbühl Schiefer abgebaut; im Westen von Eisenbühl führt der Wanderweg Schiefersteig des Frankenwaldvereins durch die Abraumhalden.

### Eingemeindung
Die Gemeinde Eisenbühl wurde im Rahmen der Gebietsreform in Bayern am 1. Mai 1978 nach Berg eingemeindet und blieb im Landkreis Hof. Gepfarrt ist Eisenbühl nach Berg.

## Kultur und Sehenswürdigkeiten

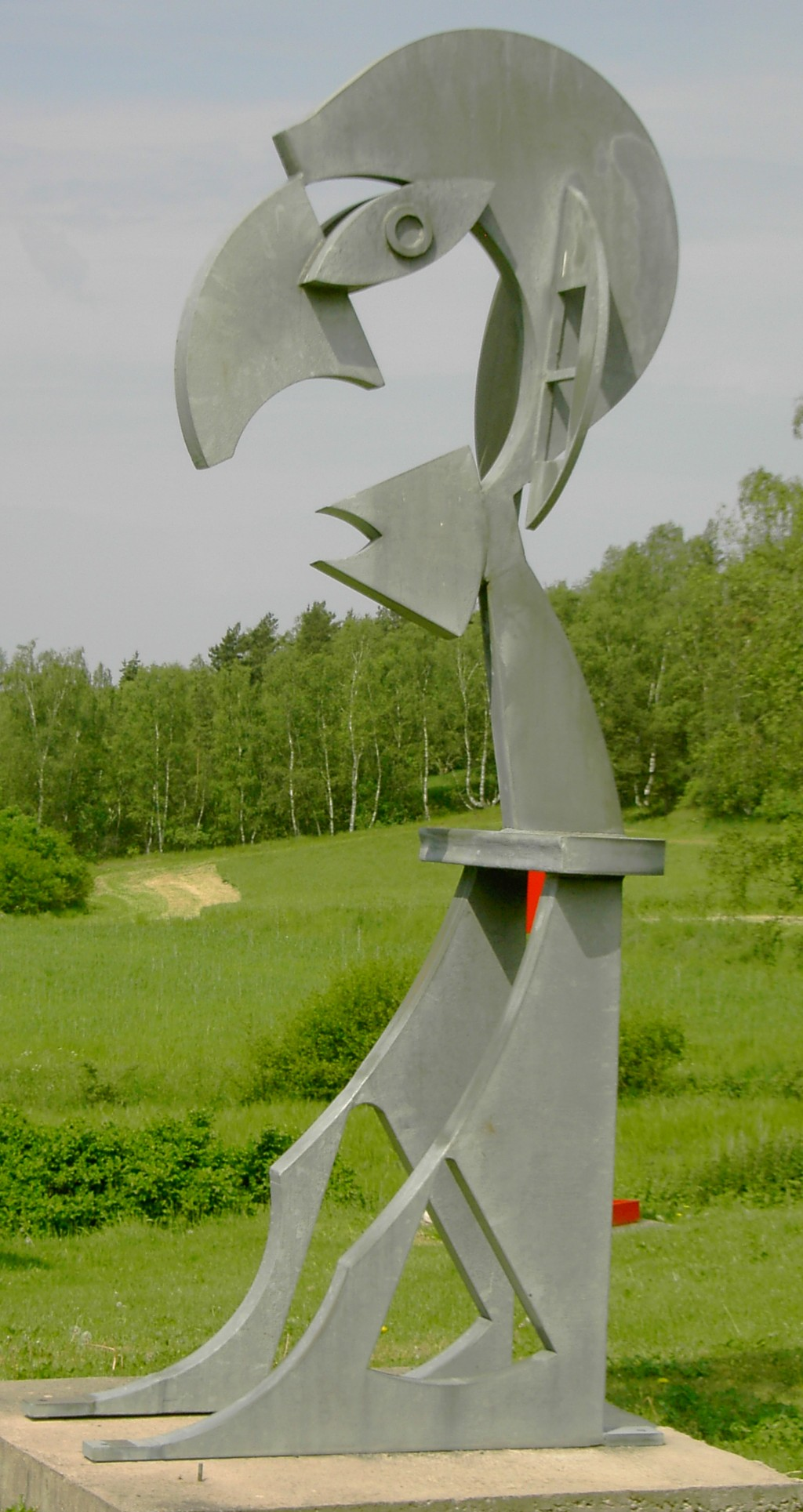
Skulptur Gaia Astralis im Eisenpark Eisenbühl – 7,5 Tonnen Stahl, 5 Meter hoch

### Eisenpark Eisenbühl
Der Künstler Claus-Frenz Claussen betrieb als „Eisenbildner von Eisenbühl“ den Eisenpark Eisenbühl, eine frei zugängliche Freiluftausstellung von Eisen- und Stahlskulpturen mit vornehmlich mythologischem Hintergrund. Der Eisenpark bleibt nach Claussens Tod weiterhin zugänglich.

### Vereine und Veranstaltungen
Die Eisenbühler Vereine (Freiwillige Feuerwehr, Obst- und Gartenbauverein, Radballverein Solidarität Eisenbühl, Jugendverein Gupfenjugend, Museumsverein Alda Schnaad und bis zur Auflösung 2021 FC Eisenbühl) veranstalten seit 1972 jedes Jahr am dritten Augustwochenende – mit Ausnahme der Jahre 2020 und 2021 aufgrund der COVID-19-Pandemie – das dreitägige Eisenbühler Sommerfest, ein ausschließlich von Freiwilligen getragenes regionales Volksfest.